# Los Angeles Rams 1980
La stagione 1980 dei Los Angeles Rams è stata la 43ª della franchigia nella National Football League e la 35ª a Los Angeles Fu inoltre la prima stagione all'Anaheim Stadium. Con un record di 11-5 la squadra raggiunse i playoff per l'ottava stagione consecutiva, tuttora un record di franchigia. Dopo essersi qualificata al Super Bowl nell'anno precedente, la squadra fu però eliminata nel primo turno di playoff dai Cowboys.

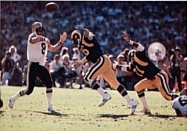
I Rams contro i New Orleans Saints all'Anaheim Stadium nel 1980

## Scelte nel Draft 1980
| Scelte dei Rams nel Draft 1980 |        |                 |                  |             |
| Giro                           | Scelta | Giocatore       | Ruolo            | College     |
| 1                              | 17     | Johnnie Johnson | Safety           | Texas       |
| 2                              | 50     | Irv Pankey      | Offensive Tackle | Penn St     |
| 3                              | 58     | Jewerl Thomas   | Running Back     | San Jose St |
| 3                              | 70     | LeRoy Irvin     | Cornerback       | Kansas      |

## Roster
| Roster dei Los Angeles Rams nel 1980 |
| --- |
| Quarterback - 15 Vince Ferragamo - 11 Pat Haden Running Back - 32 Cullen Bryant - 44 Mike Guman - 33 Jewerl Thomas - 26 Wendell Tyler Wide Receiver - 88 Preston Dennard - 85 Drew Hill - 82 Willie Miller - 86 Jeff Moore - 80 Billy Waddy Tight End - 84 Walt Arnold - 81 Victor Hicks - 83 Terry Nelson Offensive Linemen - 62 Bill Bain G/T - 60 Dennis Harrah G - 72 Kent Hill G - 54 Ed McGlasson C - 75 Irv Pankey T - 61 Rich Saul C - 78 Jackie Slater T - 56 Doug Smith C Defensive Linemen - 90 Larry Brooks DT - 71 Reggie Doss DE - 89 Fred Dryer DE - 79 Mike Fanning DT - 76 Cody Jones DT - 95 Phil Murphy DT - 85 Jack Youngblood DE Linebacker - 52 George Andrews - 59 Bob Brudzinski OLB - 55 Carl Ekern - 51 Joe Harris MLB - 64 Jack Reynolds MLB - 53 Jim Youngblood Defensive Back - 21 Nolan Cromwell FS - 41 Jeff Delaney - 47 LeRoy Irvin CB - 20 Johnnie Johnson - 49 Rod Perry CB - 23 Lucious Smith CB - 37 Ivory Sully CB - 27 Pat Thomas CB Special Team - 3 Frank Corral K/P |
| Legenda - I rookie sono in corsivo. - Il primo ruolo è il principale mentre gli eventuali successivi indicano i ruoli secondari. - (IR) sta per Injured Reserve ed indica la lista ristretta per un solo giocatore infortunato che può tornare ad allenarsi dopo la settimana 6 e a rientrare in prima squadra dopo che questa ha giocato 8 partite. - (NF-Inj.) / (NF-Ill.) stanno rispettivamente per Non-Football Injured e Non-Football Illness ed indicano le liste dove viene inserito un giocatore che ha un infortunio o una malattia non dipendente dal football americano. - (PUP) sta per Physically Unable to Perform ed indica la lista dove viene inserito un giocatore mentre è in attesa di recuperare la condizione fisica. Nella stagione regolare dopo la sesta partita giocata dalla propria squadra, il giocatore ha tempo tre settimane per riprendere ad allenarsi, più tre settimane aggiuntive dal suo rientro agli allenamenti per rientrare in prima squadra.                      |

## Calendario

### Stagione regolare
| Stagione regolare |                         |               |
| 1                 | Detroit Lions           | S 41–20       |
| 2                 | at Tampa Bay Buccaneers | S 10–9        |
| 3                 | Green Bay Packers       | V 51–21       |
| 4                 | at New York Giants      | V 28–7        |
| 5                 | San Francisco 49ers     | V 48–26       |
| 6                 | at St. Louis Cardinals  | V 21–13       |
| 7                 | at San Francisco 49ers  | V 31–17       |
| 8                 | at Atlanta Falcons      | S 13–10       |
| 9                 | New Orleans Saints      | V 45–31       |
| 10                | Miami Dolphins          | S 35–14       |
| 11                | at New England Patriots | V 17–14       |
| 12                | at New Orleans Saints   | V 27–7        |
| 13                | New York Jets           | V 38–13       |
| 14                | at Buffalo Bills        | S 10–7 (dts)  |
| 15                | Dallas Cowboys          | V 38–14       |
| 16                | Atlanta Falcons         | V 20–17 (dts) |

### Playoff
| Playoff   |                  |                   |           |
| Turno     | Data             | Avversario        | Risultato |
| Wild card | 28 dicembre 1980 | at Dallas Cowboys | S 34–13   |

## Classifiche
| NFC West            |    |    |   |      |     |      |     |     |     |
|                     | V  | S  | P | %    | DIV | CONF | PF  | PS  | STR |
| Atlanta Falcons(1)  | 12 | 4  | 0 | .750 | 5–1 | 10–2 | 405 | 272 | S1  |
| Los Angeles Rams(5) | 11 | 5  | 0 | .688 | 5–1 | 9–3  | 424 | 289 | V2  |
| San Francisco 49ers | 6  | 10 | 0 | .375 | 2–4 | 4–8  | 320 | 415 | S2  |
| New Orleans Saints  | 1  | 15 | 0 | .063 | 0–6 | 0–12 | 291 | 487 | S1  |